# Narrillos de San Leonardo
Narrillos de San Leonardo es una localidad española del municipio de Ávila, perteneciente a la provincia de Ávila, en la comunidad autónoma de Castilla y León.

## Geografía
Está situado unos 3  al noreste de la capital. Pertenece a la comarca de Ávila. Desde hace unos años forma parte del municipio de Ávila. La carretera de acceso a este municipio es la AV-P-101 dependiente de la Diputación Provincial de Ávila. Tiene muchas rutas desde las que se puede divisar una buena vista panorámica de Ávila.

## Historia
Hacia mediados del siglo XIX, el lugar tenía contabilizada una población de 130 habitantes. Aparece descrito en el decimosegundo volumen del Diccionario geográfico-estadístico-histórico de España y sus posesiones de Ultramar de Pascual Madoz de la siguiente manera:

NARRILLOS DE SAN LEONARDO: l. con ayunt. de la prov., part. jud. y dióc. de Avila (1 leg.), aud. terr. de Madrid (16), c. g. de Castilla la Vieja (Valladolid 21): sit. en un pequeño cerro, le combaten los vientos N. S. y O: su clima es frio: tiene 54 casas inferiores, inclusa la de ayunt. en la que está la cárcel, escuela de instruccion primaria comun á ambos sexos, á la que concurren sobre 10 alumnos, varias fuentes de buenas aguas de las que se utilizan los vecinos para sus usos, y una igl. parr. (San Leonardo Martir) con curato de entrada, y provision del prior de la orden de San Juan de Sahagun de Salamanca. El térm. confina N, Cardeñosa; E. Lamedilla; S. Mingorria; y O. Avila: se estiende 1 leg por N. S. y O. y 1/2 por E.: comprende un pequeño monte cbaparral y diferentes prados con buenos pastos: le atraviesa el r. Adoja, pasando al E. de la poblacion: el terr. es arenisco y de mediana calidad: caminos los que dirigen á los pueblos limítrofes en mal estado: el correo se recibe en Avila: prod. trigo, cebada, centeno, patatas y algunas legumbres: mantiene ganado lanar, vacuno, y cabrio, y cria caza de liebres, conejos, y perdices y otras aves. ind. la agrícola y varios molinos harineros: el comercio está reducido á la esportacion de los frutos sobrantes é importacion de los articulos de que se carece: pobl. 38 vec., 130 alm.: cap. prod. 347,700 rs.: imp. 13,431: ind. y fab. 1250: contr. 3,073 rs. con 33 mrs.
(Madoz, 1849, p. 31)

El municipio de Narrillos de San Leonardo desapareció en 1976, al ser incorporado junto a los de Vicolozano, La Alamedilla del Berrocal y Aldea del Rey Niño al término municipal de Ávila.

## Demografía
| Gráfica de evolución demográfica de Narrillos de San Leonardo entre 1842 y 1970 |
| |
| Población de derecho según los censos de población del INE. Población de hecho según los censos de población del INE.Entre el censo de 1981 y el anterior, este municipio desaparece porque se integra en el municipio Ávila. |

Evolución de la población en el siglo XXI
| Gráfica de evolución demográfica de Narrillos de San Leonardo entre 2000 y 2023 |
|                                                                                 |
| Población de derecho (2000-2020) según el padrón municipal del INE              |

## Transporte
| Línea   | Itinerario de las líneas urbanas de autobús en Ávila |  |
| Línea 9 | Narrillos-San Vicente                                |  |

## Patrimonio
En la puerta de su iglesia se encuentra un verraco de piedra.